# Гетто в Гомбине

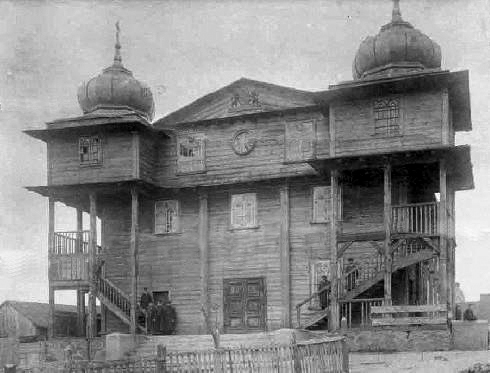
Синагога в Гомбине, которую нацисты сожгут во время Второй мировой войны.
Фото 1833 года

Гетто в Гомбине — еврейское гетто, созданное нацистами в период оккупации Польши во время Второй мировой войны. Существовало с августа 1940 года по 12 мая 1942 года.

## История
Гомбин был оккупирован немецкими войсками 7 сентября 1939 года. Еврейское население практически сразу обязали к принудительным работам, в частности, к рытью окопов. 25 сентября 1939 года нацисты собрали мужчин евреев на площади нового рынка, где их жестоко избили. Несколько человек были убиты. В то же время немцы подожгли городскую деревянную синагогу. Вместе с ней сгорела и часть еврейского квартала. Нацисты обвинили в пожаре евреев и наложили на них коллективный штраф.
В начале октября 1939 года евреям Гомбина приказали носить на одежде желтую звезду. Позже в том же месяце, был создан юденрат из шести человек во главе с Моше Вантом.

## Гетто
Гетто в Гомбине было создано в августе 1941 года. Оно было расположено в районе т. н. «Будек» и улицы Килински. Его узниками стали около 2100 евреев, 250 из которых были согнаны из окрестных посёлков. Сначала гетто было открытым. Евреи могли покидать его пределы и покупать еду у польских крестьян. Узники были вынуждены оказывать различные услуги и работать на немецкие компании, которые открывались в этом районе.  Начиная с первой половины 1941 года евреев из Гомбина начали отправлять в трудовые лагеря в Конине, Эйндзиове и Гогензальце. Многие из них в итоге оказались в Освенциме.
12 мая 1942 года гетто в Гомбине было ликвидировано. Большую часть его узников нацисты отправили в лагерь смерти в Хелмно. Те, кто оказал сопротивление немцам и их пособникам, были расстреляны на месте. Выжили только 212 евреев из Гомбина. После войны большинство из них уехали в Израиль.